# Atletik under sommer-OL 2024 - 110 meter hækkeløb (herrer)
110 meter hækkeløb for herrer i atletik under Sommer-OL 2024 blev arrangeret på Stade de France fra 4. til 8. august 2024.
| Medaljevindere |                |                   |  |  |  |  |
|                |                |                   |  |  |  |  |
|                |                |                   |  |  |  |  |
|                |                |                   |  |  |  |  |
| Grant Holloway | Daniel Roberts | Rasheed Broadbell |  |  |  |  |
| USA            | USA            | Jamaica           |  |  |  |  |

## Resultater

### Heats
Hedene er planlagt til at blive afholdt den 4. august med start kl. 11:50 (UTC+2) om morgenen.

#### Heat 1
| Rangering | Bane | Atlet             | Nation       | Tid            | Noter |
| --------- | ---- | ----------------- | ------------ | -------------- | ----- |
| 1         | 8    | Rachid Muratake   | Japan        | 13.22          | Q     |
| 2         | 9    | Enrique Llopis    | Spanien      | 13.28          | Q     |
| 3         | 4    | Eduardo Rodrigues | Brasilien    | 13.37          | Q     |
| 4         | 6    | Manuel Mordi      | Tyskland     | 13.48          |       |
| 5         | 7    | Raphaël Mohamed   | Frankrig     | 13.61          |       |
| 6         | 3    | John Cabang       | Filippinerne | 13.66          |       |
| 7         | 5    | Jakub Szymański   | Polen        | 13.75          |       |
| 8         | 2    | Martín Sáenz      | Chile        | 13.83          |       |
|           |      |                   |              | Wind: +0.1 m/s |       |

#### Heat 2
| Rangering | Bane | Atlet                | Nation     | Tid           | Noter |
| --------- | ---- | -------------------- | ---------- | ------------- | ----- |
| 1         | 9    | Louis Francois Mendy | Senegal    | 13.31         | Q, SB |
| 2         | 7    | Orlando Bennett      | Jamaica    | 13.35         | Q     |
| 3         | 6    | Michael Obasuyi      | Belgien    | 13.41         | Q     |
| 4         | 5    | Asier Martínez       | Spanien    | 13.47         |       |
| 5         | 8    | Amine Bouanani       | Algeriet   | 13.58         |       |
| 6         | 2    | Enzo Diessl          | Østrig     | 13.63         |       |
| 7         | 4    | David Yefremov       | Kasakhstan | 13.88         |       |
| 8         | 3    | Freddie Crittenden   | USA        | 18.27         |       |
|           |      |                      |            | Wind: 0.0 m/s |       |

#### Heat 3
| Rangering | Bane | Atlet            | Nation    | Tid            | Noter |
| --------- | ---- | ---------------- | --------- | -------------- | ----- |
| 1         | 7    | Zhuoyi Xu        | Kina      | 13.40          | Q     |
| 2         | 6    | Antoine Andrews  | Bahamas   | 13.43 (.421)   | Q     |
| 3         | 3    | Daniel Roberts   | USA       | 13.43 (.423)   | Q     |
| 4         | 2    | Milan Trajkovic  | Cypern    | 13.43 (.425)   | q     |
| 5         | 8    | Hansle Parchment | Jamaica   | 13.43 (.430)   | q     |
| 6         | 4    | Rafael Pereira   | Brasilien | 13.47          | SB    |
| 7         | 5    | Craig Thorne     | Canada    | 13.60          |       |
| 8         | 9    | Krzysztof Kiljan | Polen     | 13.67          |       |
|           |      |                  |           | Wind: +1.1 m/s |       |

#### Heat 4
| Rangering | Bane | Atlet             | Nation         | Tid            | Noter |
| --------- | ---- | ----------------- | -------------- | -------------- | ----- |
| 1         | 6    | Jason Joseph      | Schweiz        | 13.26          | Q     |
| 2         | 7    | Lorenzo Simonelli | Italien        | 13.27 (.263)   | Q     |
| 3         | 9    | Shunsuke Izumiya  | Japan          | 13.27 (.270)   | Q     |
| 4         | 5    | Tade Ojora        | Storbritannien | 13.35          | q, SB |
| 5         | 8    | Wilhelm Belocian  | Frankrig       | 13.48          | SB    |
| 6         | 2    | Junxi Liu         | Kina           | 13.54          |       |
| 7         | 3    | Ellie Bacari      | Belgien        | 13.66          |       |
| 8         | 4    | Damian Czykier    | Polen          | 13.99          |       |
|           |      |                   |                | Wind: +0.3 m/s |       |

#### Heat 5
| Rangering | Bane | Atlet             | Nation     | Tid            | Noter |
| --------- | ---- | ----------------- | ---------- | -------------- | ----- |
| 1         | 6    | Grant Holloway    | USA        | 13.01          | Q     |
| 2         | 8    | Rasheed Broadbell | Jamaica    | 13.42          | Q     |
| 3         | 9    | Sasha Zhoya       | Frankrig   | 13.43          | Q     |
| 4         | 5    | Shunya Takayama   | Japan      | 13.46          |       |
| 5         | 2    | Tayleb Willis     | Australien | 13.63          |       |
| 6         | 3    | Qin Weibo         | Kina       | 13.64          |       |
| 7         | 4    | Elmo Lakka        | Finland    | 13.84          |       |
|           | 7    | Yaqoub Alyouha    | Kuwait     | DNF            |       |
|           |      |                   |            | Wind: +0.7 m/s |       |

### Opsamlingsheats
Opsamlingsheatsene var planlagt til at blive afholdt den 6. august med start kl. 10:50 (UTC+2) om morgenen.

#### Heat 1
| Rangering | Bane | Atlet              | Nation  | Time           | Noter |
| --------- | ---- | ------------------ | ------- | -------------- | ----- |
| 1         | 2    | Freddie Crittenden | USA     | 13.42          | Q     |
| 2         | 5    | Asier Martínez     | Spanien | 13.46          | Q     |
| 3         | 8    | Junxi Liu          | Kina    | 13.52          |       |
| 4         | 7    | Enzo Diessl        | Østrig  | 13.56          |       |
| 5         | 4    | Craig Thorne       | Canada  | 13.62          |       |
| 6         | 6    | Krzysztof Kiljan   | Polen   | 13.73          |       |
| 7         | 3    | Elmo Lakka         | Finland | 13.75          |       |
|           |      |                    |         | Wind: +0.2 m/s |       |

#### Heat 2
| Rangering | Bane | Atlet           | Nation       | Tid            | Noter  |
| --------- | ---- | --------------- | ------------ | -------------- | ------ |
| 1         | 3    | Rafael Pereira  | Brasilien    | 13.54 (.536)   | Q      |
| 2         | 7    | Raphaël Mohamed | Frankrig     | 13.54 (.538)   | Q      |
| 3         | 6    | Amine Bouanani  | Algeriet     | 13.54 (.539)   |        |
| 4         | 5    | Manuel Mordi    | Tyskland     | 13.55          |        |
| 5         | 4    | Damian Czykier  | Polen        | 13.71          |        |
|           | 2    | David Yefremov  | Kasakhstan   | DQ             | TR16.8 |
|           | 8    | John Cabang     | Filippinerne | DNS            |        |
|           |      |                 |              | Wind: -0.5 m/s |        |

#### Heat 3
| Rank | Lane | Athlete          | Nation     | Time           | Notes |
| ---- | ---- | ---------------- | ---------- | -------------- | ----- |
| 1    | 3    | Weibo Qin        | Kina       | 13.44          | Q     |
| 2    | 2    | Wilhelm Belocian | Frankrig   | 13.45 (.445)   | Q, SB |
| 3    | 7    | Shunya Takayama  | Japan      | 13.45 (.450)   |       |
| 4    | 5    | Jakub Szymański  | Polen      | 13.63          |       |
| 5    | 6    | Tayleb Willis    | Australien | 13.67          |       |
| 6    | 8    | Martín Sáenz     | Chile      | 13.95          |       |
| 7    | 4    | Elie Bacari      | Belgien    | 14.13          |       |
|      |      |                  |            | Wind: -1.1 m/s |       |

### Semifinaler
Semifinalerne var planlagt til at blive afholdt den 7. august med start kl. 19:05 (UTC+2) om aftenen.

#### Semifinale 1
| Rangering | Bane | Atlet            | Nation   | Tid            | Noter  |
| --------- | ---- | ---------------- | -------- | -------------- | ------ |
| 1         | 6    | Grant Holloway   | USA      | 12.98          | Q      |
| 2         | 5    | Enrique Llopis   | Spanien  | 13.17          | Q      |
| 3         | 3    | Hansle Parchment | Jamaica  | 13.19          | q, =SB |
| 4         | 4    | Rachid Muratake  | Japan    | 13.26          | q      |
| 5         | 8    | Michael Obasuyi  | Belgien  | 13.36          |        |
| 6         | 2    | Qin Weibo        | Kina     | 13.41          |        |
| 7         | 9    | Raphaël Mohamed  | Frankrig | 13.41          |        |
|           |      |                  |          | Vind: +0.1 m/s |        |

#### Semifinale 2
| Rangering | Bane | Atlet                   | Nation         | Tid            | Noter |
| --------- | ---- | ----------------------- | -------------- | -------------- | ----- |
| 1         | 6    | Rasheed Broadbell       | Jamaica        | 13.21          | Q     |
| 2         | 2    | Freddie Crittenden      | USA            | 13.23          | Q     |
| 3         | 4    | Louis François Mendy    | Senegal        | 13.34 (.334)   |       |
| 4         | 8    | Sasha Zhoya             | Frankrig       | 13.34 (.334)   |       |
| 5         | 7    | Lorenzo Ndele Simonelli | Italien        | 13.40          |       |
| 6         | 5    | Jason Joseph            | Schweiz        | 13.44          |       |
| 7         | 3    | Tade Ojora              | Storbritannien | 13.47          |       |
| 8         | 9    | Rafael Pereira          | Brasilien      | 13.87          |       |
|           |      |                         |                | Vind: -0.1 m/s |       |

#### Semifinale 3
| Rangering | Bane | Atlet            | Nation    | Tid            | Noter |
| --------- | ---- | ---------------- | --------- | -------------- | ----- |
| 1         | 7    | Orlando Bennett  | Jamaica   | 13.09          | Q, PB |
| 2         | 3    | Daniel Roberts   | USA       | 13.10          | Q     |
| 3         | 5    | Shunsuke Izumiya | Japan     | 13.32 (.316)   |       |
| 3         | 3    | Milan Trajkovic  | Cypern    | 13.32 (.316)   | SB    |
| 5         | 2    | Asier Martínez   | Spanien   | 13.35          |       |
| 6         | 6    | Eduardo de Deus  | Brasilien | 13.43          |       |
| 7         | 4    | Xu Zhuoyi        | Kina      | 13.48          |       |
| 8         | 9    | Wilhem Belocian  | Frankrig  | 13.52          |       |
|           |      |                  |           | Wind: +0.6 m/s |       |

### Finale
Finalen blev afholdt den 8. august med start kl. 21:45 (UTC+2) om aftenen.
| Rangering                        | Bane | Atlet              | Nation  | Tid            | Noter |
| -------------------------------- | ---- | ------------------ | ------- | -------------- | ----- |
| 1                                | 6    | Grant Holloway     | USA     | 12.99          |       |
| 2. plads, sølvmedaljemodtager(e) | 4    | Daniel Roberts     | USA     | 13.09 (.085)   |       |
| 3                                | 5    | Rasheed Broadbell  | Jamaica | 13.09 (.088)   | SB    |
| 4                                | 3    | Enrique Llopis     | Spanien | 13.20          |       |
| 5                                | 9    | Rachid Muratake    | Japan   | 13.21          |       |
| 6                                | 8    | Freddie Crittenden | USA     | 13.32          |       |
| 7                                | 7    | Orlando Bennett    | Jamaica | 13.34          |       |
| 8                                | 2    | Hansle Parchment   | Jamaica | 13.39          |       |
|                                  |      |                    |         | Wind: -0.1 m/s |       |